# Víðafell
Víðafell är en kulle i republiken Island. Den ligger i regionen Norðurland eystra, 270 km nordost om huvudstaden Reykjavík. Toppen på Víðafell är 367 meter över havet.
Trakten runt Víðafell är nära nog obefolkad, med mindre än två invånare per kvadratkilometer. Närmaste större samhälle är Laugar, omkring 13 kilometer nordväst om Víðafell. Trakten runt Víðafell består i huvudsak av gräsmarker.